# 27 Orionis
27 Orionis, eller p Orionis, är en gul jätte i stjärnbilden Orion.
27 Orionis har visuell magnitud +5,07 och är synlig för blotta ögat vid normal seeing. Den befinner sig på ett avstånd av ungefär 185 ljusår.